# Лісове (Чернігівський район)
Лі́сове (до 2024 року — Пу́шкіне) — село в Україні, у Любецькій селищній громаді Чернігівського району Чернігівської області. Населення становить 1 особа (2024). До 2020 орган місцевого самоврядування — Великозліївська сільська рада.

## Історія
У 1960-х роках у селі проживало 164 особи.
12 червня 2020 року, відповідно до розпорядження Кабінету Міністрів України № 730-р «Про визначення адміністративних центрів та затвердження територій територіальних громад Чернігівської області», увійшло до складу Любецької селищної громади.
19 липня 2020 року внаслідок адміністративно-територіальної реформи та ліквідації Ріпкинського району село увійшло до складу Чернігівського району Чернігівської області.
19 вересня 2024 року Верховна Рада підтримала перейменування села Пушкіне на Лісове. 26 вересня 2024 року перейменування набуло чинності.
Станом на жовтень 2024 в селі проживає 1 людина.